# Árni Magnússon

100-Kronen-Banknote mit dem Porträt von Árni Magnússon

Árni Magnússon (* 1663; † 7. Januar 1730) war ein isländischer Gelehrter.
Er ist auch unter seinem dänischen Namen Arne Magnussen bekannt. Als Professor der Kopenhagener Universität beschäftigte er sich viele Jahre damit, mittelalterliche isländische Manuskripte zu sammeln und zu archivieren. Er war der Sammler isländischer Handschriften. Seine dabei entstandene Sammlung ist unter dem Namen Arnamagnäanische Sammlung bekannt. Zwei Forschungseinrichtungen in den Hauptstädten Kopenhagen und Reykjavík sind nach ihm benannt. Sein Bild findet man auch auf der isländischen 100-Kronen-Banknote, die mittlerweile kaum noch im Umlauf ist. Außerdem diente er als Vorlage für die Figur des Arnas Arnaeus in dem Roman Die Islandglocke von Halldór Laxness sowie (vermutlich) für die Figur des Arne Saknussemm aus Die Reise zum Mittelpunkt der Erde von Jules Verne.

## Lebenslauf
Árni Magnússon wurde 1663 auf Kvennabrekka in Dalir geboren. Sein Vater, seine beiden Großväter und zwei seiner Brüder waren Pfarrer. Mit 19 ging er zum Studieren nach Kopenhagen und wurde Assistent des Königlichen Antiquars Thomas Bartholin. Er arbeitete sechs Jahre für ihn, verbrachte daraufhin zwei Jahre in Deutschland. Vier Jahre nach seiner Rückkehr nach Kopenhagen, in denen er als Leiter der Königlich Dänischen Archive tätig war, erhielt er im Alter von 38 Jahren im Jahre 1701 eine Professur für Philosophie und dänische Geschichte an der Kopenhagener Universität.
Ab 1702 verbrachte er zehn Jahre in Island, als Mitglied einer königlichen Kommission, mit der Anweisung, ein Register aller Höfe im Land anzulegen, eine Volkszählung durchzuführen und zu überprüfen, ob Recht und Ordnung durch die Beamten, Kaufleute und andere Mächtige gewährleistet war. Dies war eine Gesamtüberprüfung der Bedingungen in Island, die auf eine Wiederherstellung der Wirtschaft und Politik in diesem extrem armen Land (50.000 Bewohner) abzielte. Bei seiner Tätigkeit, die ihn zwangsläufig durch das ganze Land führte, sammelte oder kopierte er alte Handschriften und Handschriftenfragmente, die er 1713 mit zurück nach Kopenhagen nahm. 1708/1709 kehrte er für kurze Zeit nach Kopenhagen zurück, um dort die reiche dänische Witwe Mette Fischer zu heiraten.
Tragischerweise wurde bei einem Großbrand in Kopenhagen im Jahre 1728 ein großer Teil der Handschriften, Abschriften und Aufzeichnungen Árnis vernichtet, die wichtigsten Handschriften jedoch glücklicherweise gerettet. Einen Teil der Schriften konnte er bis zu seinem Tod Anfang 1730 noch aus dem Gedächtnis erneut zu Papier bringen.

## Nachlass
Die von Árni Magnússon begonnene Sammlung von Handschriften kam als Arnamagnäanische Sammlung an die Universität Kopenhagen. Sie gilt als eine der wichtigsten Sammlungen mittelalterlicher isländischer Handschriften und wird von einem eigenen Institut (Arnamagnäanisches Institut) erforscht. Die Árnastofnun (Stiftung Árni Magnússon) unterstützt ihre Unterhaltung.